# Em Busca do Vale Encantado (filme)
The Land Before Time (bra/prt: Em Busca do Vale Encantado) é um filme de animação de aventura e drama de 1988 dirigido e produzido por Don Bluth a partir de uma história de Judy Freudberg e Tony Geiss e um roteiro de Stu Krieger, e produção executiva de Steven Spielberg, George Lucas, Kathleen Kennedy e Frank Marshall. O filme é estrelado pelas vozes de Gabriel Damon, Candace Hutson, Judith Barsi e Will Ryan com narração fornecida por Pat Hingle. É o primeiro filme da franquia Em Busca do Vale Encantado.
Produzido pela Amblin Entertainment e Sullivan Bluth Studios, apresenta dinossauros vivendo em tempos pré-históricos. A trama apresenta um jovem apatossauro chamado Littlefoot, que acaba sozinho depois que sua mãe é atacada por um carnívoro cruel e morre (tiranossauro). Littlefoot foge da fome e da agitação para procurar o Grande Vale, uma área poupada da devastação, para onde os dinossauros adultos se mudaram. Em sua jornada, ele conhece quatro jovens companheiros: Saura, uma Tricerátopo, Patassaura, uma Saurolofo, Pretúcio, um Pteranodonte e Espora, um Estegossauro. O filme explora questões de preconceito entre as diferentes espécies e as dificuldades que enfrentam em sua jornada, guiadas pelo espírito da mãe de Littlefoot e forçadas a lidar com um "Dente Afiado" (tiranossauro).
Em Busca do Vale Encantado é o único filme de Don Bluth da década de 1980 em que Dom DeLuise não participou (em vez disso, ele estrelou Oliver e sua Turma da Disney lançado no mesmo dia), e o único filme da série Em Busca do Vale Encantado que não é um musical, bem como o único a ser lançado nos cinemas em todo o mundo. Foi também o último filme dirigido por Bluth distribuído pela Universal Pictures.
O filme foi lançado pela Universal em 18 de novembro de 1988, com críticas geralmente positivas dos críticos e foi um sucesso de bilheteria, arrecadando US$ 84,4 milhões. Seu sucesso, junto com Um Conto Americano e o filme live-action/animado de 1988 Uma Cilada para Roger Rabbit levou Spielberg a fundar seu estúdio de animação, Amblimation. O primeiro filme gerou uma franquia com treze sequências direto para o vídeo, uma série de televisão, videogames e mercadorias, nenhum dos quais teve o envolvimento de Bluth, Spielberg ou Lucas (embora a Amblin Entertainment estivesse envolvida na série de televisão). Atualmente é o terceiro filme de animação de maior bilheteria de Don Bluth, atrás apenas de Anastasia (1997) e Um Conto Americano (1986).

## Enredo
Na época em que vulcões brotavam da terra, os dinossauros passavam por tempos difíceis. A pouca vegetação para os herbívoros e terremotos eram constantes, então os dinossauros decidiram ir para o Oeste em busca do Vale Encantado, uma terra viçosa e verde. Era uma jornada para a morte, pois os Dentes Afiados (Tiranossauros) espreitavam as manadas.
Em uma família de apatossauros, vivia o mais jovem "pescoçudo", chamado Littlefoot, que ia acompanhado de sua mãe e seus avós. Em uma certa noite, depois de sua mãe lhe dizer que estão indo para o vale encantado e lhe dizer o caminho, Littlefoot vai atrás de um sapo. Logo encontra uma ranzinza "três chifres" (Tricerátopo) chamada Saura, que com a influência de seu pai acredita que cada espécie de dinossauro só deve se socializar com os de sua própria espécie. Uma atitude da qual Littlefoot é sempre o único a discordar. Os dois dinossauros então, dão de cara com um Tiranossauro-Rex enorme e faminto. Ele persegue os jovens dinossauros, até que a mãe de Littlefoot começa a lutar com o predador e vence. Mas após a luta acontece um grande terremoto, em que os dois dinossauros se separam da mãe de Littlefoot e o Tiranossauro volta a persegui-los. No entanto, ele cai num abismo. Devido ao choque de continentes, um grande terremoto rachou a terra, manadas foram divididas e famílias foram separadas. Littlefoot encontra a mãe durante o terremoto, mas foi separado de seus avós, e Saura ficou em um dos lados da divisão e seus pais no outro.
A mãe de Littlefoot se feriu no terremoto e na luta contra o Tiranossauro e acaba morrendo. Enquanto lamentava a morte de sua mãe, Littlefoot acabou caindo em direção ao velho Rooter (Escolossauro), que o consolou. Littlefoot só conseguia pensar na mãe, mal notava sua fome. Littlefoot estava completamente sozinho, até encontrar uma folha estrela, a mesma que sua mãe havia lhe dado. Então, Littlefoot se lembra do caminho para o vale encantado e começa a marchar para lá com a esperança de encontrar seus avós. No caminho ele encontra uma pequena "bico-chato" (Saurolofo) chamada Patassaura, que também se separou de sua família no terremoto, e decide acompanhar Littlefoot em sua jornada. Saura tenta passar pelo abismo causado pelo terremoto e lá ela encontra o Tiranossauro, que sobreviveu a queda. Enquanto isso, Littlefoot e Patassaura encontram um jovem "voador" (Pteranodonte) herbívoro que não sabe voar chamado Petrúcio, que se junta ao grupo. Logo depois de se esconder de um Arrasta Barriga (Dimetrodonte) carnívoro, o grupo encontra Saura, que conseguiu fugir do Tiranossauro e fica se gabando por isso. Patassaura e Petrúcio acreditam nela, mas Littlefoot não, pois ele acredita que o Tiranossauro está morto. Logo Patassaura encontra um ovo abandonado, do qual choca um "rabo de espora" (Estegossauro). Ele é um pouco lento, não fala por ser muito novo e só sabe comer e dormir, então Patasaura lhe dá o nome de Espora. O quinteto então continua sua jornada ao vale encantado. Depois da noite seguinte, o Tiranossauro volta, mas todos escapam. Saura e Littlefoot brigam, pois Saura diz para todos irem por um caminho fácil sem pedras, mas Littlefoot (que era o único que sabia o caminho) diz que eles eram para continuar seguindo o sol que apontava para as montanhas rochosas. Então o grupo se separa. Patassaura, Espora e Petrúcio seguem Saura pelo caminho mais fácil, pois já estavam havia dias escalando rochas imensas. Depois do grupo se reencontrar nas montanhas de fogo (uma área composta de vários vulcões ativos) e depois de ser salva pelos seus amigos de um bando de agressivos Cabeças de Domo (Paquicefalossauros), Saura se separa pois era muito orgulhosa para admitir que tomara o caminho errado.
A manada sem Saura continuou até chegarem em uma área desértica, cheia de rochas e um lago. Depois de nadarem até o outro lado, eles veem o Tiranossauro numa montanha os procurando, então eles montam uma armadilha. Patassaura o atrai até a parte funda do lago, Petrúcio assovia quando o Tiranossauro está no ponto onde a água era escura, e Littlefoot e Espora tentam empurrar uma pedra grande do topo de um morro que havia ao lado do lago, mas eles não tem força para empurrar. Petrúcio (que por causa do bafo do Tiranossauro aprende a voar) e Patassaura continuam a distrair o predador, quando de repente Saura aparece (e como sua especialidade era destruir rochas) ela e os outros conseguem empurrar a pedra que cai no Tiranossauro, que se afoga. Littleffoot finalmente encontra o vale encantado depois de subir no morro, seguindo uma nuvem que era igual a sua mãe e sussurrava o seu nome. Littlefoot finalmente encontrou o vale. O vale encantado era tudo que eles sonhavam que seria, belos rios, uma terra verde e tropical. Patassaura acha sua família às margens do rio e convence seus pais a adotarem Espora como filho. Petrúcio encontra sua mãe, que fica orgulhosa ao vê-lo voar, além de seus irmãos. Saura encontra seu pai e suas irmãs e Littlefoot finalmente encontra seus avós. Os cinco amigos cresceram juntos no vale, geração após geração, cada um passando aos novos à história da jornada de seus ancestrais em busca do vale encantado.

## Elenco
- Littlefoot - Gabriel Damon
- Saura / Cera - Candace Hutson
- Patassaura / Ducky - Judith Barsi
- Petrúcio (Petrie) - Will Ryan
- Espora / Spike - Frank Welker
- Rooter e narrador - Pat Hingle
- Avô de Littlefoot - Bill Erwin
- Mãe de Littlefoot - Helen Shaver

## Recepção

### Bilheteria
Durante o fim de semana de estreia, o filme estreou como número um nos Estados Unidos e no Canadá, arrecadando US$ 7,5 milhões. Ao final de sua exibição teatral, arrecadou US$ 48,1 milhões nas bilheterias dos Estados Unidos, um pouco mais do que o filme anterior de Don Bluth, Um Conto Americano, mas US$ 5 milhões a menos que Oliver & Sua Turma, que foi lançado ao mesmo tempo. No geral, Em Busca do Vale Encantado arrecadou US$ 84,5 milhões em todo o mundo.

### Resposta Crítica
Em Busca do Vale Encantado detém uma taxa de aprovação "fresca" de 64% do site agregador de resenhas Rotten Tomatoes de 61 críticos, com o consenso: "Lindamente animado e genuinamente cativante, Em Busca do Vale Encantado certamente agradará aos obcecados por dinossauros, mesmo que seja um pouco fofo demais para espectadores mais velhos." O Metacritic atribuiu uma pontuação de 66, com base nas análises de 15 críticos, significando "avaliações geralmente favoráveis".
Os críticos Gene Siskel e Roger Ebert deram ao filme "dois polegares para cima" em 19 de novembro de 1988, episódio de seu programa de televisão At the Movies. Siskel achou "mais doce do que assustador" e "muito bonito", também elogiando sua história direta e comentou que o recomendaria para crianças em vez de Oliver and Company, da Disney, lançado no mesmo dia. Em sua própria crítica para o Chicago Sun-Times, Ebert deu ao filme três de quatro estrelas, escrevendo "Acho que gostei do filme, embora me pergunte por que não poderia ter dedicado mais tempo à história natural e ao sentido de descoberta e menos tempo na tragédia." Peter Travers, da revista People, sentiu que o filme não tinha um público pouco claro, afirmando "A animação é boa. Mas o roteiro de Stu Krieger contém violência que pode ser difícil para os mais jovens [...] e uma fofura ininterrupta que pode transformar mentes de todas as idades em mingau." A redatora do Los Angeles Times, Sheila Benson, também afirmou que a diversão do filme era limitada aos espectadores mais jovens, comentando "os dinossauros realmente se prestam à fofura?" Hal Hinson, do The Washington Post, escreveu "embora não seja um grande filme, é divertido e, às vezes, emocionalmente rico".